# Cholet Agglo Tour
Le Cholet Agglo Tour, connu sous l’appellation Cholet-Pays de la Loire jusqu'en 2023, est une course cycliste d'un jour se disputant en France au mois de mars. Cette course fait partie de l'UCI Europe Tour en catégorie 1.1 depuis 2005 et est inscrite au programme de la Coupe de France de cyclisme sur route depuis 1992 à l’exception de 2018 et 2019.

## Histoire
Créée en 1978, cette course s'est d'abord appelée Grand Prix de Mauléon-Moulins, puis Grand Prix de Cholet-Mauléon-Moulins en 1988 et 1989, avant de prendre le nom de Cholet-Pays de Loire en 1990.
L'édition 2017 est annulée en raison d'un conflit sans issue avec la mairie de Cholet et le Président de l'Agglomération du Choletais Gilles Bourdouleix et l'organisateur de la course François Faglain.
La course revient le 25 mars 2018 sous le nom de Cholet-Pays de la Loire et sous l'organisation de Cholet Événements. L'édition 2020, qui devait marquer le retour de l'épreuve au sein de la Coupe de France, est annulée à cause de la pandémie de Covid-19.
En 2024, la course devient le Cholet Agglo Tour.

## Identité visuelle

### Logos

Ancien logo.
Logo jusque 2023.

## Palmarès

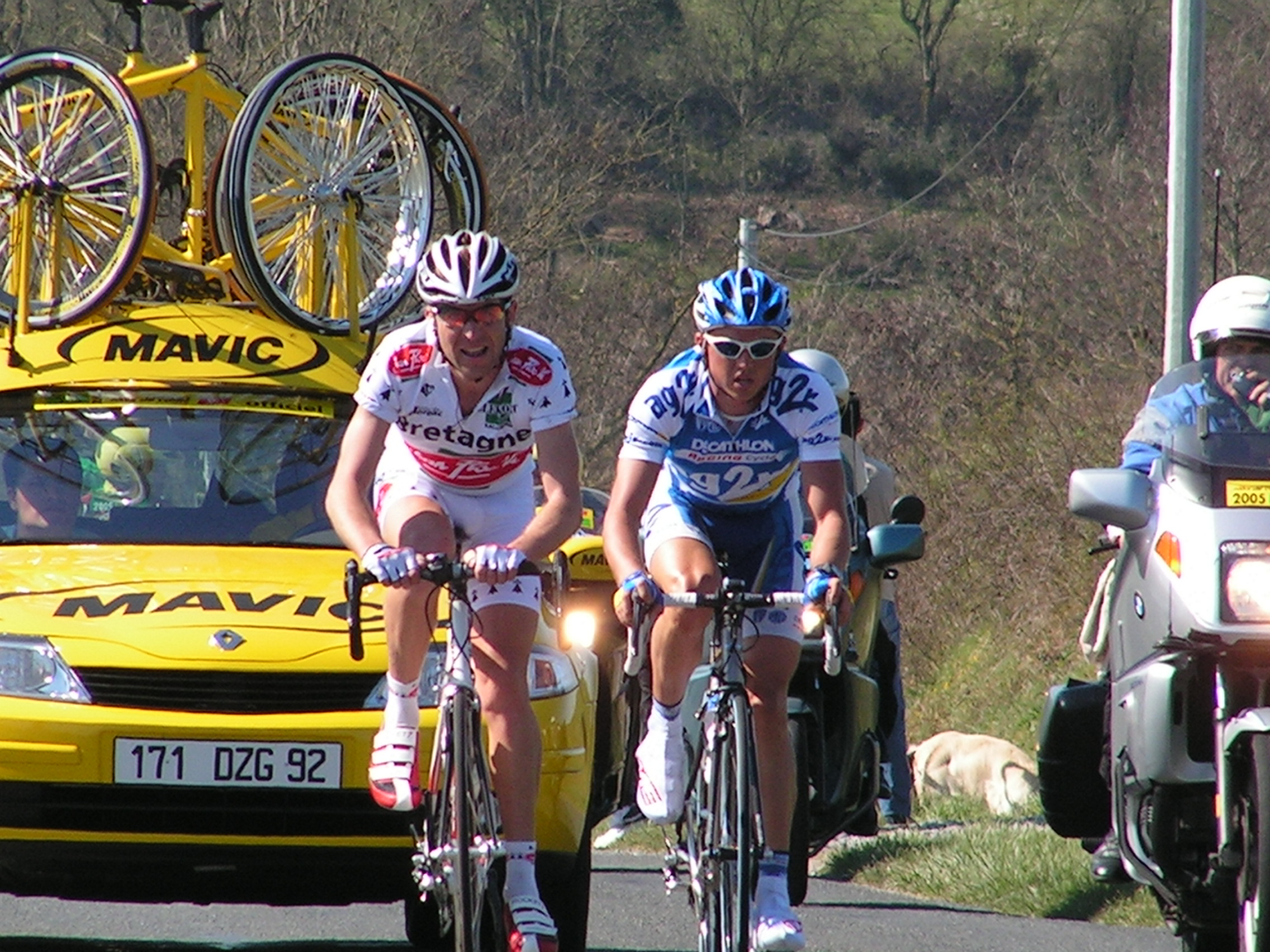
Noan Lelarge (Bretagne Jean Floc'h) et Simon Gerrans (AG2R) sont en tête.

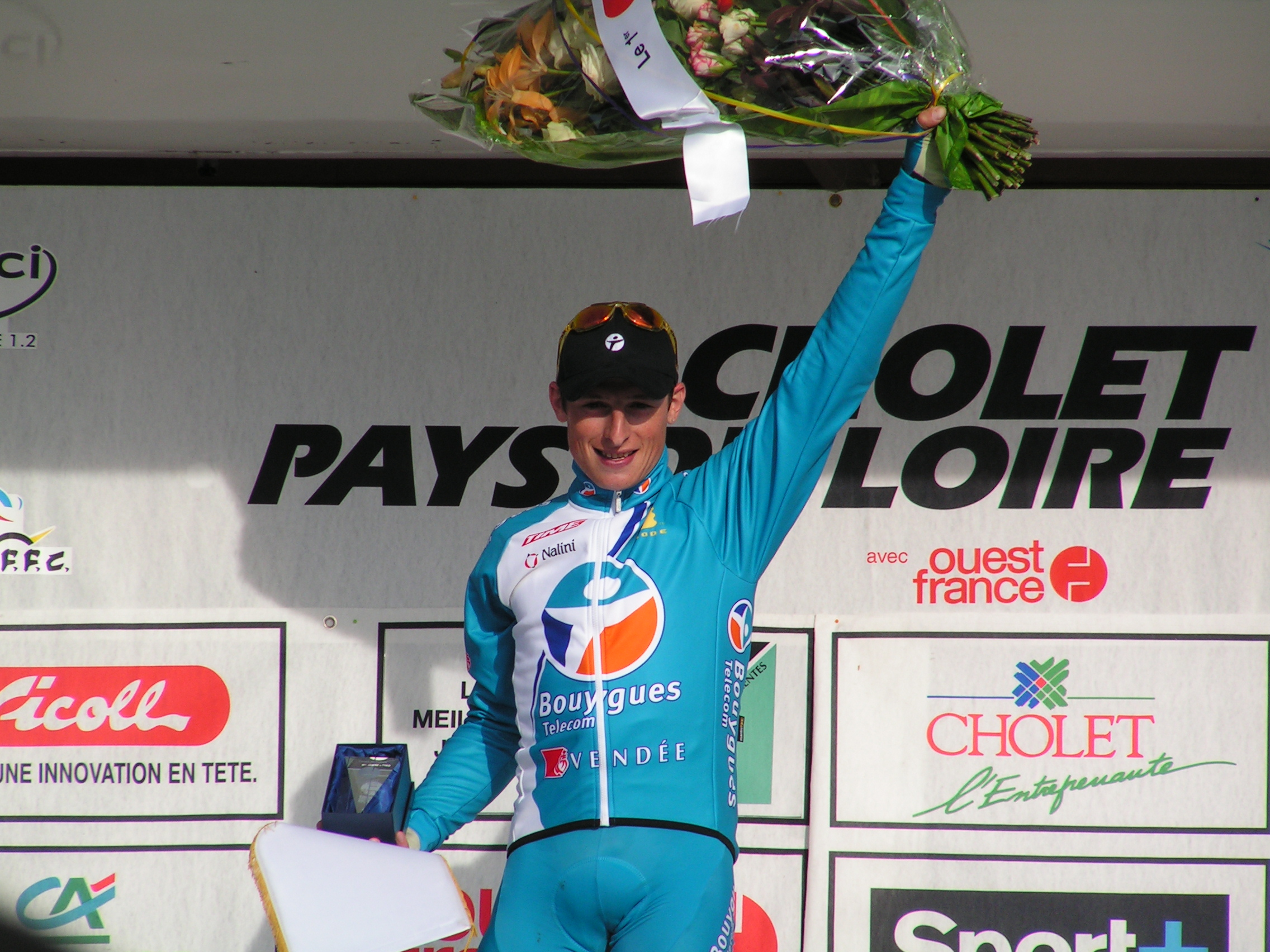
Pierrick Fédrigo (Bouygues Telecom) sur le podium.

| Année                                | Vainqueur           | Deuxième                  | Troisième              |
| ------------------------------------ | ------------------- | ------------------------- | ---------------------- |
| Grand Prix de Mauléon-Moulins        |                     |                           |                        |
| 1978                                 | Jacques Bossis      | Roger Legeay              | Yves Daniel            |
| 1979                                 | Pierre Bazzo        | Pierre-Raymond Villemiane | Jean-Louis Gauthier    |
| 1980                                 | Roger Legeay        | René Bittinger            | Robert Alban           |
| 1981                                 | Roger Legeay        | Jacques Bossis            | Pierre-Henri Menthéour |
| 1982                                 | Pierre Bazzo        | Frédéric Brun             | Didier Vanoverschelde  |
| 1983                                 | Éric Dall'Armelina  | Francis Castaing          | Serge Beucherie        |
| 1984                                 | Pascal Poisson      | Yves Beau                 | Éric Bonnet            |
| 1985                                 | Marc Madiot         | Jean-Claude Leclercq      | Jacques Bossis         |
| 1986                                 | Dominique Lecrocq   | Philippe Louviot          | Régis Clère            |
| 1987                                 | Frédéric Garnier    | Martial Gayant            | Thomas Wegmüller       |
| Grand Prix de Cholet-Mauléon-Moulins |                     |                           |                        |
| 1988                                 | Patrick Onnockx     | Chris Scharmin            | Christophe Lavainne    |
| 1989                                 | Franck Boucanville  | Dick Dekker               | Edwin Bafcop           |
| Cholet-Pays de Loire                 |                     |                           |                        |
| 1990                                 | Kim Andersen        | Brian Walton              | Thierry Bourguignon    |
| 1991                                 | Sammie Moreels      | Johan Bruyneel            | Wiebren Veenstra       |
| 1992                                 | Laurent Desbiens    | Serge Baguet              | Jean-Cyril Robin       |
| 1993                                 | Marc Bouillon       | Bart Leysen               | Michel Vanhaecke       |
| 1994                                 | Laurent Madouas     | Christophe Leroscouet     | Patrick Van Roosbroeck |
| 1995                                 | Frank Vandenbroucke | Sammie Moreels            | Thierry Bourguignon    |
| 1996                                 | Stéphane Heulot     | Adriano Baffi             | Laurent Desbiens       |
| 1997                                 | Jaan Kirsipuu       | Lauri Aus                 | Ludovic Auger          |
| 1998                                 | Jaan Kirsipuu       | Pascal Lino               | Mario Manzoni          |
| 1999                                 | Jaan Kirsipuu       | Juris Silovs              | Rik Verbrugghe         |
| 2000                                 | Jens Voigt          | David Moncoutié           | Hendrik Van Dijck      |
| 2001                                 | Florent Brard       | Laurent Brochard          | Niko Eeckhout          |
| 2002                                 | Jimmy Casper        | Franck Bouyer             | Wim Vansevenant        |
| 2003                                 | Christophe Mengin   | Franck Bouyer             | Laurent Lefèvre        |
| 2004                                 | Bert De Waele       | Didier Rous               | Thor Hushovd           |
| 2005                                 | Pierrick Fédrigo    | Alberto Benito            | Jimmy Engoulvent       |
| 2006                                 | Chris Sutton        | Niko Eeckhout             | Lilian Jégou           |
| 2007                                 | Stéphane Augé       | Stéphane Pétilleau        | Janek Tombak           |
| 2008                                 | Janek Tombak        | Bert De Waele             | Émilien-Benoît Bergès  |
| 2009                                 | Juan José Haedo     | Jimmy Casper              | Alexandre Pichot       |
| 2010                                 | Leonardo Duque      | Matthieu Ladagnous        | Klaas Lodewyck         |
| 2011                                 | Thomas Voeckler     | Tony Gallopin             | Benjamin Giraud        |
| 2012                                 | Arnaud Démare       | Laurent Mangel            | Mickaël Delage         |
| 2013                                 | Damien Gaudin       | Marcel Wyss               | Rein Taaramäe          |
| 2014                                 | Tom Van Asbroeck    | Sébastien Delfosse        | Sébastien Turgot       |
| 2015                                 | Pierrick Fédrigo    | Jon Ander Insausti        | Baptiste Planckaert    |
| 2016                                 | Rudy Barbier        | Baptiste Planckaert       | Yannis Yssaad          |
| 2017                                 | Course annulée      | Course annulée            | Course annulée         |
| Cholet-Pays de la Loire              |                     |                           |                        |
| 2018                                 | Thomas Boudat       | Hugo Hofstetter           | Roy Jans               |
| 2019                                 | Marc Sarreau        | Bryan Coquard             | Thomas Boudat          |
| 2020                                 | Course annulée      | Course annulée            | Course annulée         |
| 2021                                 | Elia Viviani        | Jon Aberasturi            | Pierre Barbier         |
| 2022                                 | Marc Sarreau        | Emmanuel Morin            | Piet Allegaert         |
| 2023                                 | Laurence Pithie     | Anthony Perez             | Lorrenzo Manzin        |
| Cholet Agglo Tour                    |                     |                           |                        |
| 2024                                 | Paul Lapeira        | Alexis Renard             | Tom Van Asbroeck       |
| 2025                                 | Lukáš Kubiš         | Benjamin Thomas           | Niklas Larsen          |